# Borzęcin (Klein-Polen)
Borzęcin is een dorp in het Poolse woiwodschap Klein-Polen, in het district Brzeski (Klein-Polen). De plaats maakt deel uit van de gemeente Borzęcin en telt 2900 inwoners.